# أنطوان فان توم
أنطوان فان توم هو مبارز بالسيف بلجيكي، مثّل بلاده في الألعاب الأولمبية الصيفية 1908.

## روابط خارجية
أنطوان فان توم على موقع أوليمبيديا (الإنجليزية)